# Pawieł Kotow
Pawieł Wiaczesławowicz Kotow, ros. Павел Вячеславович Котов (ur. 18 listopada 1998 w Moskwie) – rosyjski tenisista.

## Kariera tenisowa
W 2022 roku zadebiutował w imprezie Wielkiego Szlema podczas turnieju French Open po przejściu kwalifikacji. Odpadł wówczas w pierwszej rundzie po porażce z Boticiem van de Zandschulpem.
Zwycięzca trzech turniejów ATP Challenger Tour w grze pojedynczej i jednego w grze podwójnej.
Najwyżej sklasyfikowany był na 85. miejscu w singlu (24 lipca 2023) oraz na 226. w deblu (8 listopada 2021).

### Zwycięstwa w turniejach ATP Challenger Tour

#### Gra pojedyncza
| Końcowy wynik | Nr | Data             | Turniej    | Nawierzchnia  | Przeciwnik       | Wynik finału     |
| ------------- | -- | ---------------- | ---------- | ------------- | ---------------- | ---------------- |
| Zwycięzca     | 1. | 12 grudnia 2021  | Forlì      | Twarda        | Andrea Arnaboldi | 6:4, 6:3         |
| Zwycięzca     | 2. | 23 stycznia 2022 | Forlì      | Twarda (hala) | Quentin Halys    | 7:5, 6:7(5), 6:3 |
| Zwycięzca     | 3. | 14 sierpnia 2023 | San Marino | Ceglana       | Matteo Arnaldi   | 7:6(5), 6:4      |

#### Gra podwójna
| Końcowy wynik | Nr | Data           | Turniej   | Nawierzchnia  | Partner         | Przeciwnicy               | Wynik finału       |
| ------------- | -- | -------------- | --------- | ------------- | --------------- | ------------------------- | ------------------ |
| Zwycięzca     | 1. | 16 lutego 2020 | Cherbourg | Twarda (hala) | Roman Safiullin | Dan Added Albano Olivetti | 7:6(6), 5:7, 12–10 |